# Dicranomyia (Dicranomyia) cerbereana
Dicranomyia (Dicranomyia) cerbereana is een tweevleugelige uit de familie steltmuggen (Limoniidae). De soort komt voor in het Neotropisch gebied.